# Herschel Museum of Astronomy

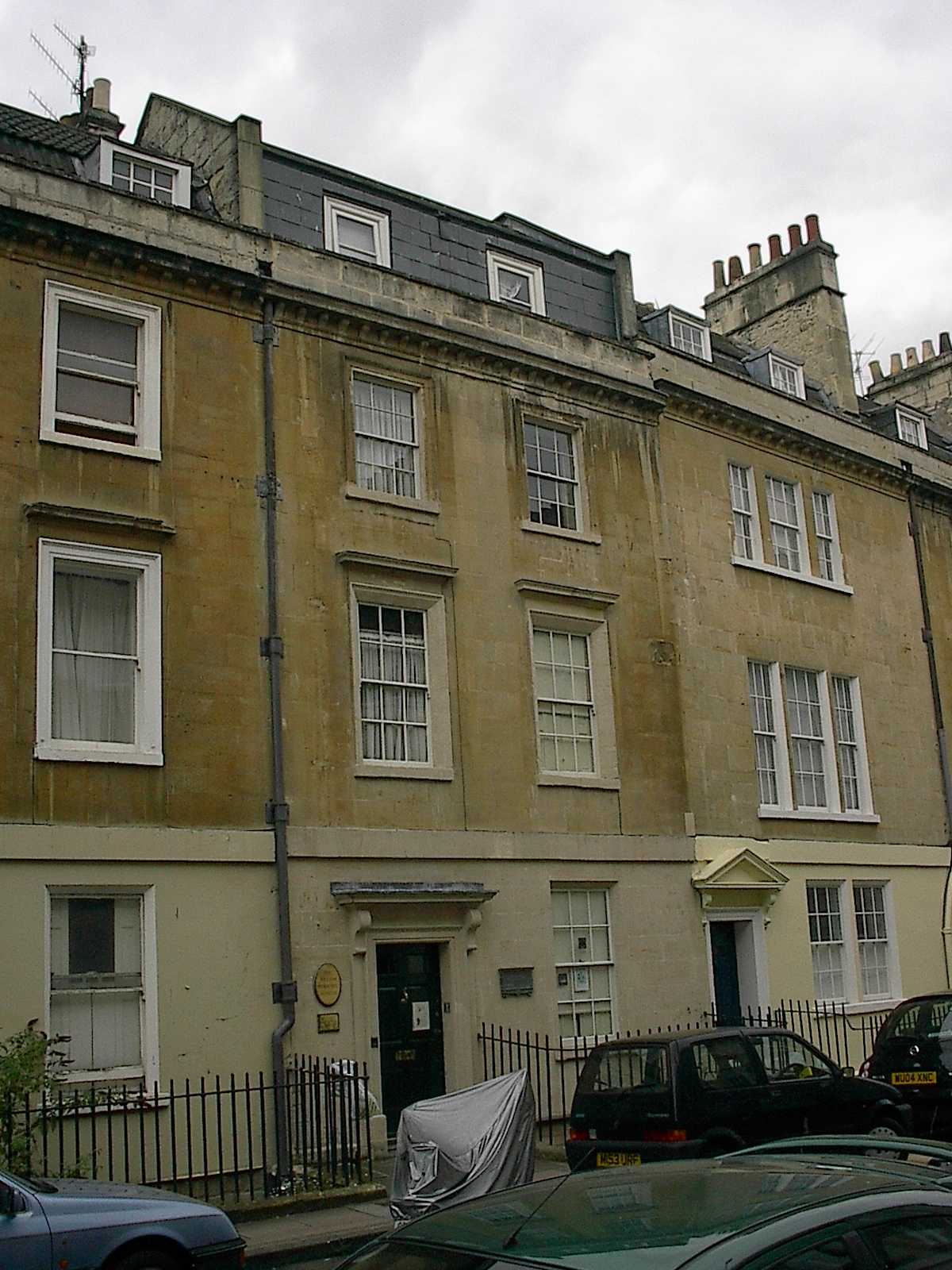
Herschels Wohnhaus in Bath, heute das Museum

Das Herschel Museum of Astronomy (Herschel-Museum für Astronomie) ist ein kleines Museum in Bath in England, das dem Leben und Werk des in Deutschland geborenen britischen Astronomen und Musikers William Herschel (1738–1822) und seiner Schwester Caroline Herschel (1750–1848) gewidmet ist.

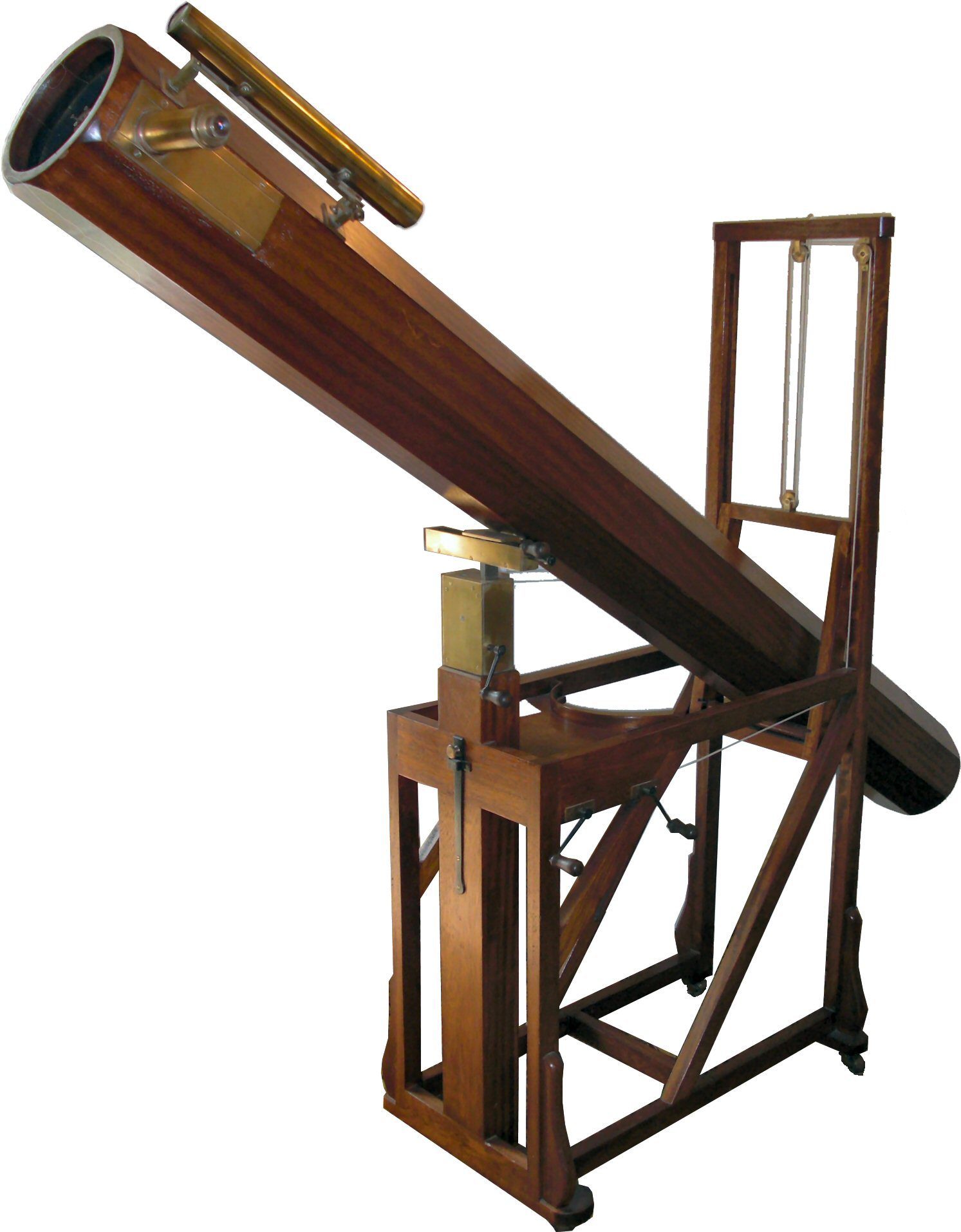
Nachbildung eines Teleskops ähnlich dem, mit dem Herschel den Uranus entdeckte.

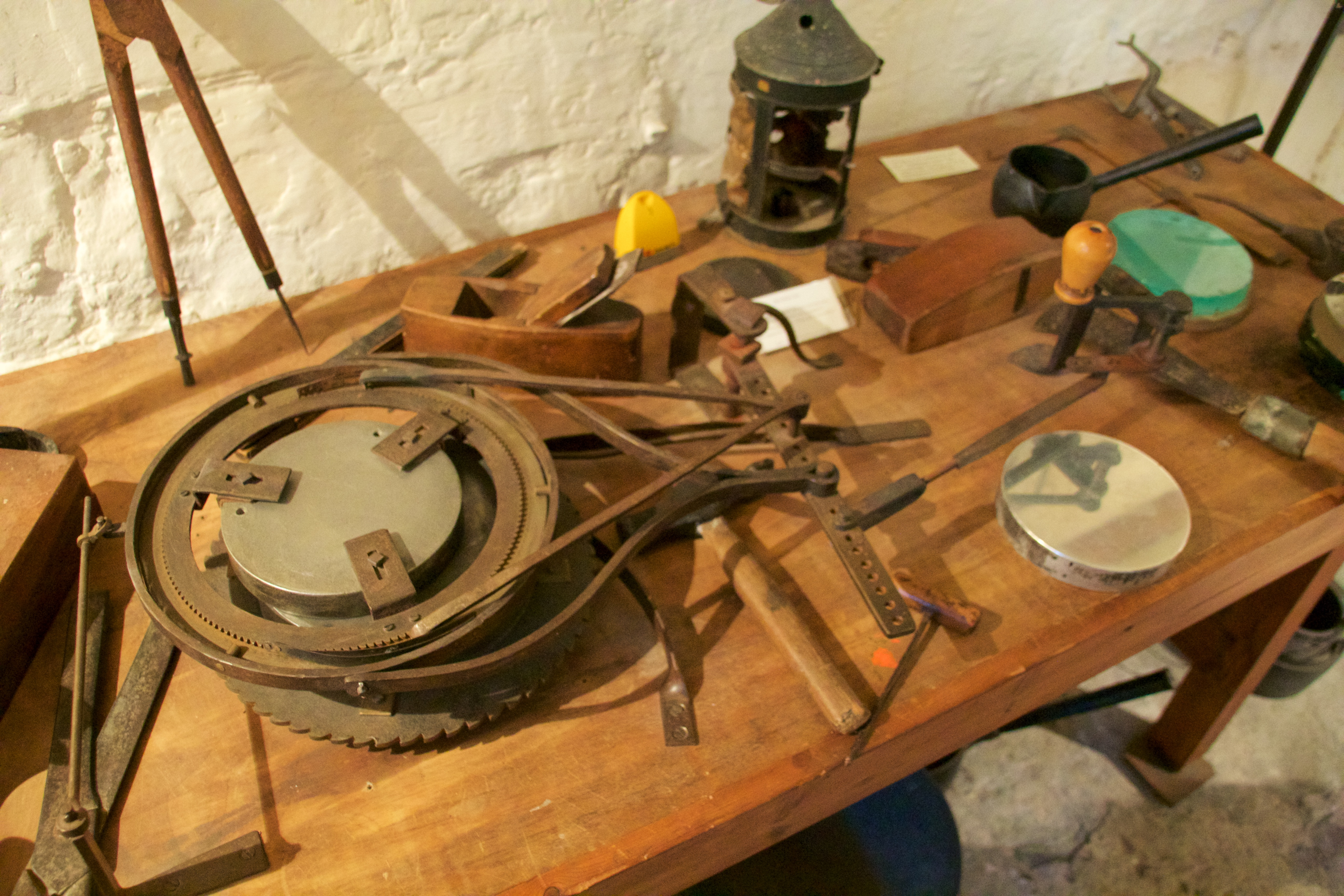
Nachbildung des Spiegelpolierers von William Herschel in seiner Werkstatt

Das Museum befindet sich in Bath in der New King Street Nr. 19. Hier baute William seine Teleskope und machte 1781 seine berühmteste Entdeckung, die Entdeckung des Planeten Uranus. William lebte hier mit seiner Schwester Caroline, die ihm bei seiner Arbeit half und Musik unterrichtete. William Herschel schenkte ihr ein Teleskop, mit dem sie mehrere Kometen entdeckte.
William Herschel zog am 29. September 1777 hierher und lebte dort bis Dezember 1779 und dann von März 1781 bis Anfang August 1782, als er nach Windsor umzog, um seine Aufgabe als königlicher Astronom zu erfüllen. Caroline Herschel und ihr Bruder Alexander lebten bis 1784 im Museumsgebäude.
Das Gebäude ist ein Listed Building des English Heritage.

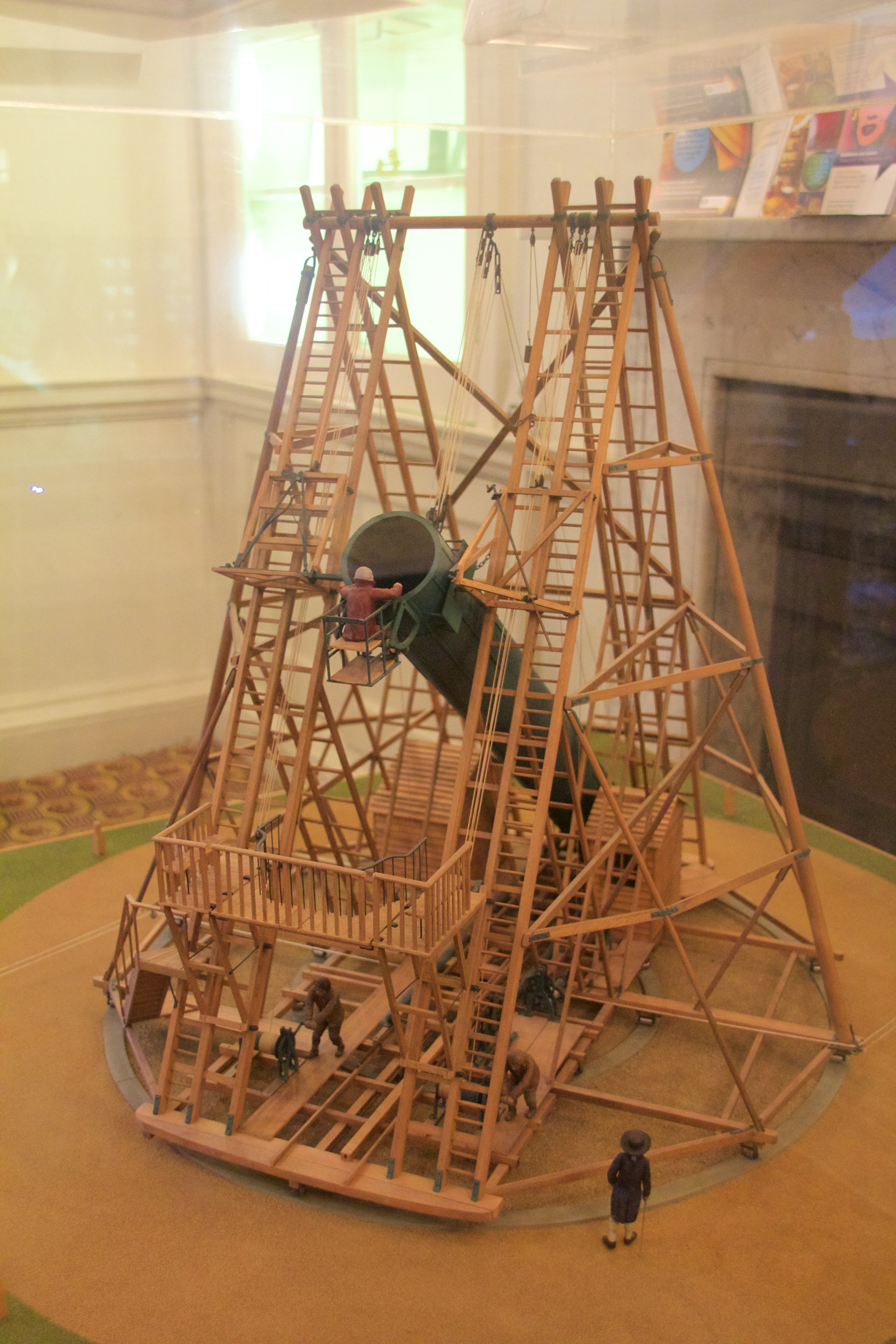
Modell des (späteren) 40-Fuß-Teleskops[3] im Museum
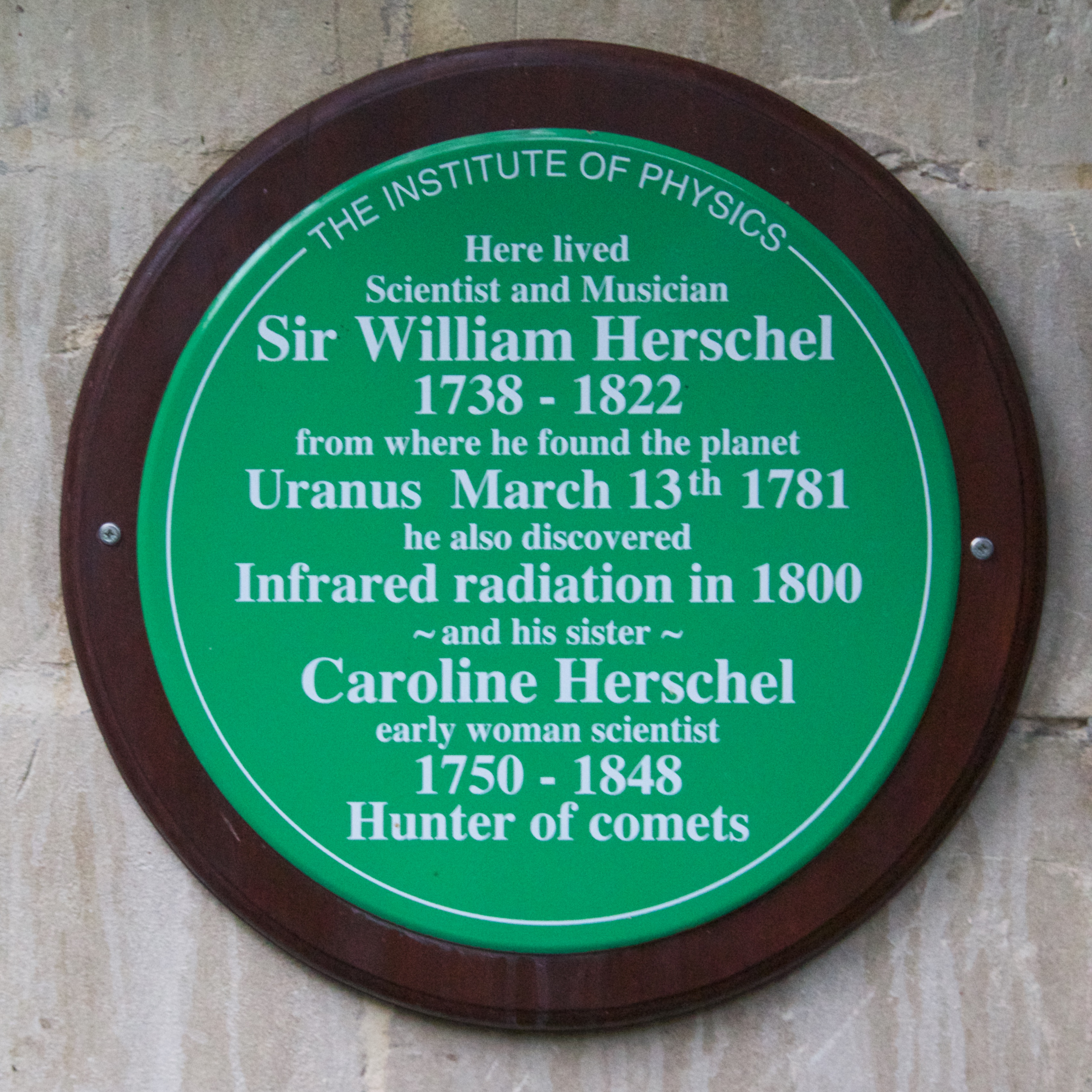
Tafel (des Institute of Physics)